# Barbus intermedius
Barbus intermedius е вид лъчеперка от семейство Шаранови (Cyprinidae). Видът не е застрашен от изчезване.

## Разпространение и местообитание
Разпространен е в Кения, Танзания и Уганда.
Обитава сладководни басейни и реки.

## Описание
На дължина достигат до 13 cm.